# Подводные лодки типа «Диан»
Подводные лодки типа «Диан» (фр. Classe Diane ) — серия «Е» 630-тонных подводных лодок французского флота, построенных перед Второй мировой войной по программам 1926 (2 единицы), 1927 (3 ед.), 1928 и 1929 (по 2 ед.) годов. По французской классификации являлись подводными лодками 2-го класса (водоизмещением менее 1000 тонн). Всего было построено 9 лодок.

## Конструкция и вооружение
Субмарины имели полуторакорпусную конструкцию и от других лодок этого класса отличались типом дизелей и наличием запасных торпед для двух носовых торпедных аппаратов, расположенных вне прочного корпуса лодки. Их перезарядка могла производиться только в надводном положении. Третий носовой торпедный аппарат располагался в пределах прочного корпуса, с единственной запасной торпедой к нему. Остальные 550-мм ТА были установлены в поворотных установках: за рубкой (двухтрубная) и в кормовой, у которой средняя труба была 550-мм, а две крайние — 400-мм. Артиллерийское вооружение состояло из 75-мм орудия, установленного на палубе перед рубкой.

## Служба
Из девяти лодок этого типа шесть погибли в ходе высадки союзников в Северной Африке, три были выведены в резерв и отправлены на слом.

## Список подводных лодок
| Подводная лодка                       | Верфь | Спущена на воду | Начало службы | Конец службы |
| ------------------------------------- | ----- | --------------- | ------------- | --- |
| Диан (Диана) (фр. Diane)              | АCN   | 13.05.1930      | 1.09.1932     | 9.11.1942 затоплена экипажем в Оране перед занятием базы союзниками                                                                    |
| Медуз (Медуза) (фр. Méduse)           | АCN   | 26.08.1930      | 1.09.1932     | 10.11.1942 выбросилась на берег в районе Мазагана (Марокко) и уничтожена гидросамолётом с американского лёгкого крейсера «Филадельфия» |
| Амфитрит (Амфитрита) (фр. Amphitrite) | АCN   | 20.12.1930      | 8.06.1933     | 8.11.1942 потоплена в Касабланке артиллерийским огнём кораблей и палубной авиацией                                                     |
| Антиоп (Антиопа) (фр. Antiope)        | АCSM  | 18.08.1930      | 12.10.1933    | в 1944 выведена в резерв, слом 26.04.1946                                                                                              |
| Амазон (Амазонка) (фр. Amazone)       | АCSM  | 28.12.1931      | 12.10.1933    | в 1944 выведена в резерв, слом 26.04.1946                                                                                              |
| Орфе (Орфей) (фр. Orphée)             | АCN   | 10.11.1931      | 8.06.1933     | в 1944 выведена в резерв, слом 15.04.1946                                                                                              |
| Ореад (Ореада) (фр. Oréade)           | АCSM  | 23.05.1932      | 14.12.1933    | 8.11.1942 потоплена в Касабланке артиллерийским огнём кораблей и палубной авиацией                                                     |
| Ля Псише (Психея) (фр. La Psyché)     | АCN   | 4.08.1932       | 23.12.1933    | 8.11.1942 потоплена в Касабланке артиллерийским огнём кораблей и палубной авиацией                                                     |
| Ля Сибилль (Сивилла) (фр. La Sybille) | АCSM  | 28.01.1933      | 22.12.1934    | пропала 9.11.1942 в районе Касабланки (погибла на мине или потоплена германской субмариной U-173)                                      |